# Rhododendron alutaceum
Rhododendron alutaceum är en ljungväxtart som beskrevs av Isaac Bayley Balfour och W.W. Sm. Rhododendron alutaceum ingår i släktet rododendron, och familjen ljungväxter.

## Underarter
Arten delas in i följande underarter:
- R. a. iodes
- R. a. russotinctum

## Bildgalleri

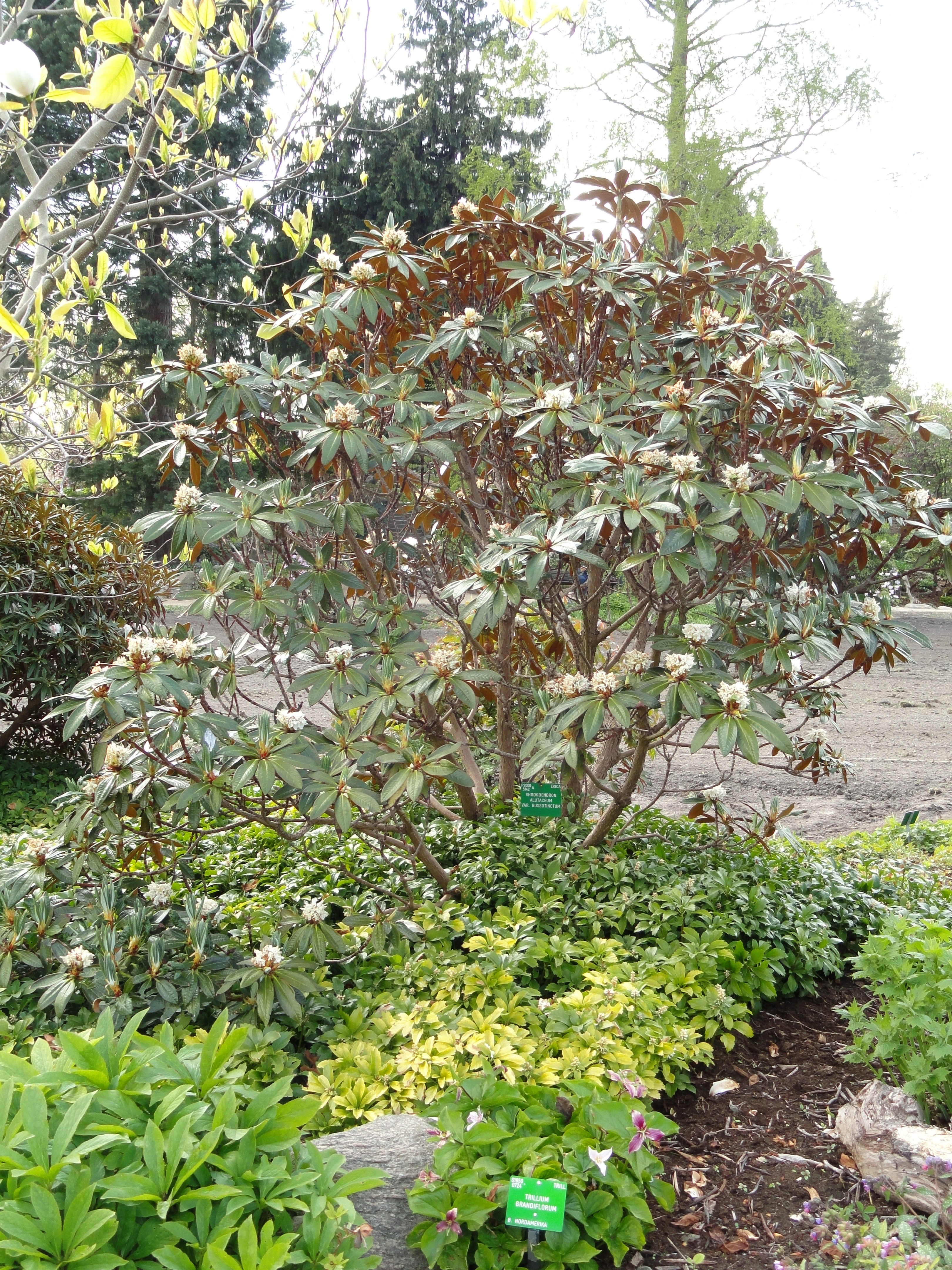
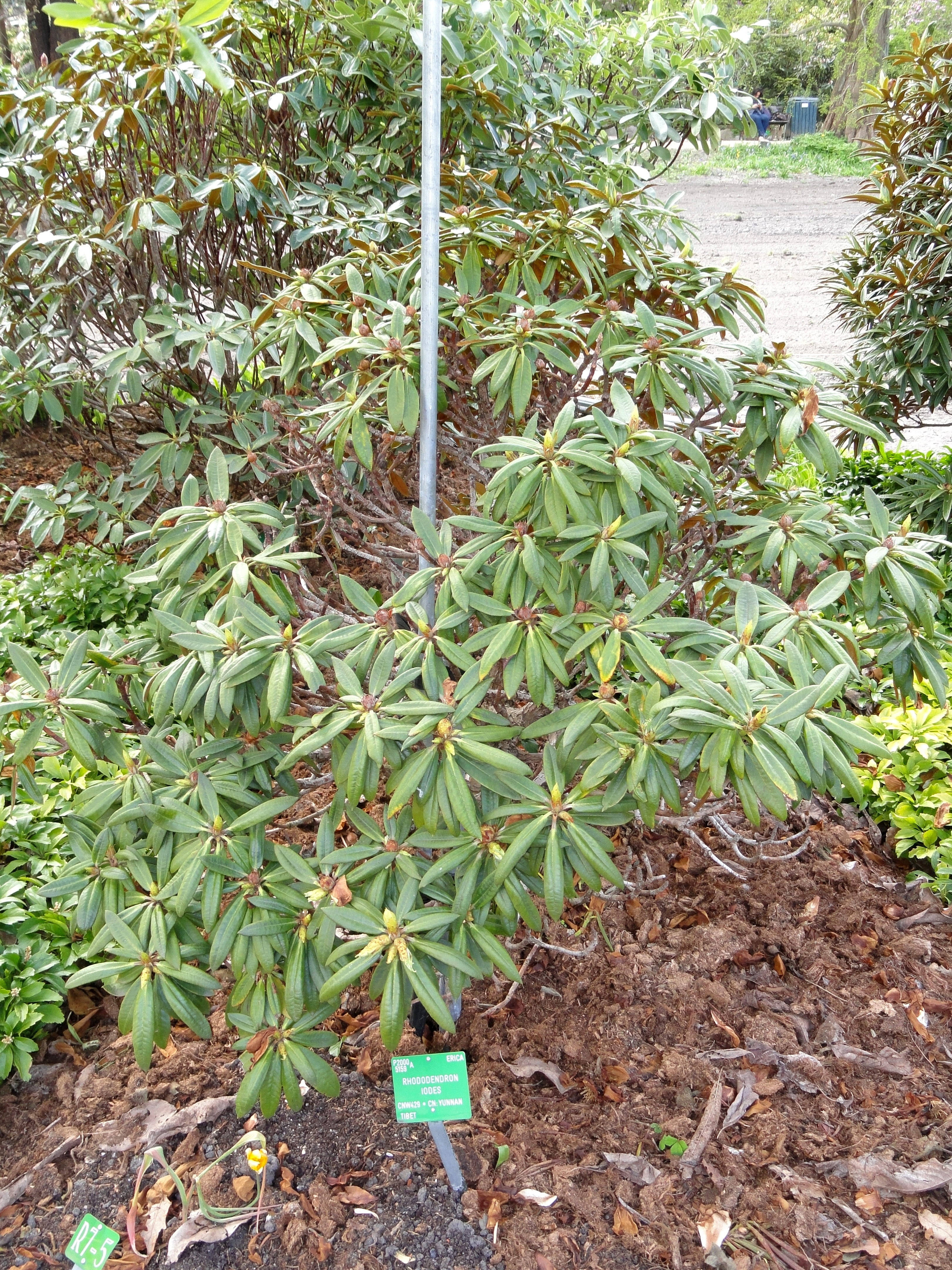